# Ethochorema secutum
Ethochorema secutum är en nattsländeart som beskrevs av Arturs Neboiss 1977. Ethochorema secutum ingår i släktet Ethochorema och familjen Hydrobiosidae. Inga underarter finns listade i Catalogue of Life.